# پترو ماها
پترو ماها (انگلیسی: Petro Maha؛ زادهٔ ۱۲ ژوئیهٔ ۱۹۷۱) فیلم‌نامه‌نویس، ترانه‌سرا، مجری تلویزیون، و بازیگر تئاتر اهل اوکراین است.